# Safe in the Hands of Love
Safe in the Hands of Love è il terzo album in studio del musicista statunitense Yves Tumor, pubblicato nel 2018.

## Tracce
1. Faith in Nothing Except in Salvation – 1:33
2. Economy of Freedom (with Croatian Amor) – 4:55
3. Honesty – 5:01
4. Noid – 3:29
5. Licking an Orchid (featuring James K) – 4:38
6. Lifetime – 3:42
7. Hope in Suffering (Escaping Oblivion & Overcoming Powerlessness) (featuring Oxhy and Puce Mary) – 4:56
8. Recognizing the Enemy – 4:49
9. All the Love We Have Now – 3:22
10. Let the Lioness in You Flow Freely – 5:32